# Zmarli w roku 1831
Lista osób zmarłych w 1831:

## styczeń 1831
- 6 stycznia – Ryōkan Taigu – japoński mnich zen, wybitny poeta i kaligraf[1]
- 21 stycznia – Ludwig Achim von Arnim, niemiecki pisarz[2]

## luty 1831
- 27 lutego – Józef Kozłowski, muzyk, pianista i kompozytor[3]

## marzec 1831
- 19 marca – Aleksandra z Lubomirskich Potocka, żona Stanisława Kostki Potockiego[4]

## kwiecień 1831
- 27 kwietnia – Karol Feliks, król Sardynii[5]
- 28 kwietnia – Kacper Kazimierz Cieciszowski, arcybiskup mohylewski[6]

## maja 1831
- 26 maja – Ludwik Kicki, polski generał[7]
- 27 maja – Jedediah Smith, amerykański człowiek gór, traper[8]

## czerwiec 1831
- 15 czerwca/27 czerwca – Konstanty Romanow, wielki książę, następca tronu rosyjskiego, wielkorządca Królestwa Polskiego[9]

## lipiec 1831
- 4 lipca – James Monroe, amerykański polityk i dyplomata. 5. prezydent USA w latach 1817–1825[10]
- 24 lipca – Maria Szymanowska, polska pianistka i kompozytorka[11]

## wrzesień 1831
- 6 września – Józef Sowiński, polski generał, dowódca obrony reduty na Woli w Warszawie[12]

## listopad 1831
- 14 listopada – Georg Wilhelm Friedrich Hegel, filozof niemiecki[13]
- 16 listopada – Carl von Clausewitz, pruski teoretyk wojny, generał i pisarz[14]

## grudzień 1831
- 20 grudnia – Wincenty Romano, włoski duchowny katolicki, święty[15]
- 23 grudnia – Emilia Plater, uczestniczka powstania listopadowego[16]